# Paradibolia
Paradibolia là một chi bọ cánh cứng trong họ Chrysomelidae.
Chi này được miêu tả khoa học năm 1875 bởi Baly.

## Các loài
Các loài trong chi này gồm:
- Paradibolia philippinica Medvedev, 1993
- Paradibolia samarensis Konstantinov in Lopatin & Konstantinov, 1994